# Grazia Deleddaová
Grazia Deleddaová (27. září 1871 Nuoro, Sardinie – 15. srpna 1936 Řím) byla italská spisovatelka, nositelka Nobelovy ceny za literaturu za rok 1926.

## Život
Narodila se v rodině Giovanniho Deleddy († 1892) a Marie roz. Cambosuové. Její sourozenci byli: Giovanni Santo (1864), Andrea (1866), Vincenza Mesina (1868–1896), Giovanna (1874), Giuseppa Morelli (1877) a Nicolina (1979).
Grazia Deleddaová pocházela ze Sardinie z poměrně zámožné selské rodiny. Vychodila jen základní školu a poté se vzdělávala sama, především četbou knih Alexandra Dumase, Edmonda de Amicise, Paula Bourgeta a dalších. Jako mladinká začala psát poněkud naivistické povídky se sardinskou tematikou, které vycházely v letech 1888–1889 v časopisech pro ženy Ultima moda a La Sardegna. Svou první knižní sbírku povídek V modři vydala roku 1890. Díky románu Poctivé duše (1895) si mladé spisovatelky všimli známí literáti a kritici té doby. Roku 1900 se v Palermu seznámila s úředníkem Palmiriem Modesanim (1866–1946), za kterého se záhy provdala a odjela s ním do Říma, kde zůstala až do své smrti. Měli spolu dvě děti: Sarduse a Francesca.
V Římě Grazia Deleddaová spisovatelsky dozrála. Ve svých dílech již tolik nepropadala sentimentu a snažila se zobrazit dramatické osudy svých postav s jakýmsi veristickým odstupem. Základem její inspirace i nadále zůstaly romantické milostné příběhy a pověsti z rodné Sardinie, které však na pozadí drsné krásy a malebných zvyků ostrova zobrazovala s hlubokou psychologií postav, a životní dramata svých hrdinů líčila jako odvěký mýtus. Autorčiny prozaické práce z venkova postihují do té doby málo známý svéráz ostrova a jejího typicky vášnivého lidu. Vnitřní napětí jejích děl vychází z osudových komplikací v lidském životě jako jsou projevy a důsledky lidských slabostí, tělesné pokušení, pocit viny a hříchu i pozdní lítosti.
Stylistická a obsahová úroveň autorčiných románů a novel neustále vzrůstala a svůj vrchol našla především v románech Elias Portolu (1903) a Třtina ve větru (1913). Roku 1926 obdržela spisovatelka Nobelovu cenu za literaturu „za její literární dílo inspirované vznešeným idealismem, které s plastickou názorností líčí život na rodném ostrově a s hlubokým pochopením a sympatií pojednává o všeobecně lidských problémech“ (citace z odůvodnění Švédské akademie).
V současnosti již není dílo Grazie Deleddové příliš známé, ale ve své době to bylo přesvědčivé a významné svědectví o životě na Sardinii na počátku 20. století.

## Dílo
- Sangue sardo (1888, Sardinská krev), povídka vydaná časopise Ultima Moda
- Il castello di San Loor (1889, Zámek v San Loor), povídka vydaná časopise La Sardegna
- Nell'azzurro (1890, V modři), sbírka povídek
- Amore Regale (1891, Královská láska), sbírka povídek
- Racconti sardi (1894, Sardinské povídky), sbírka povídek
- Anime Oneste (1895, Poctivé duše), román
- Paesaggi sardi (1897, Sardinské krajiny), básnická sbírka
- Il vechcio della montagna (1900, Stařec z hor), román
- Dopo il diverzio (1902, Po rozvodu)
- Elias Portolu (1903, Eliáš Portolu), román, česky též jako Jižní láska, drama morálky, vášní a viny, líčící zničující lásku hlavního hrdiny k bratrově ženě a jeho hledání lásky k Bohu
- Cenere (1904, Popel), česky jako Rozmary osudu, román, ve kterém autorka vyjádřila své pojetí života jako viny a vykoupení a kde všechno, „život, smrt, člověk“ je jen popel
- La via del male (1906, Cestou zla), román, příběh lásky a zrady, kde se mladá vdova provdá za svého bývalého milence, manželova vraha, a život s ním chápe jako vykoupení jejich společné viny
- L'edera (1908, Břečťan), román, příběh ženy, která je z lásky ochotna i vraždit, aby zachránila rodinu svého milence před úpadkem
- Il nostro padrone (1909, Náš pán), román, ve kterém autorka předkládá svou tezi životní fatality, jež nás nutí podřídít se vůli toho, kdo náš život ovládl
- Odio vince (1912, Nenávist vítězí), divadelní hra
- Colombi e sparvieri (1912, Holubice a jestřábi), román, ilustrace života v malé sardinské vesnici, rozdělené rivalitou dvou rodin
- Chiaroscuro (1912, Klatba), sbírka povídek
- Canne al vento (1913, Třtina ve větru), román, příběh sluhy, který je ohýbán vůlí silnějšího jako třtina
- Marianna Sirca (1915), román, lyrický příběh nešťastné lásky emancipované Marianny a bandity Simana
- Il fanciullo nascosto (1915, Ztracený chlapec), sbírka povídek
- L'incendio nell'oliveto (1918, Požár mezi olivami), román
- La madre (1920, Matka), román
- Il segreto dell'uomo solitario (1921, Tajemství osamělého muže), román
- La Grazia (1921, Milost), melodrama
- Il dio dei viventi (1922, Bůh živých)
- La fuga in Egitto (1925, Útěk do Egypta), román
- Il paese del vento (1931, Větrný kraj), román
- Sole d'estate (1933, Letní slunce), sbírka povídek
- La chiesa della solitudine (1936, Chrám samoty)
- Cosima (1937), autobiografický román vydaný posmrtně
- Il cedro del Libano (1939), sbírka povídek vydaná posmrtně

## Ocenění

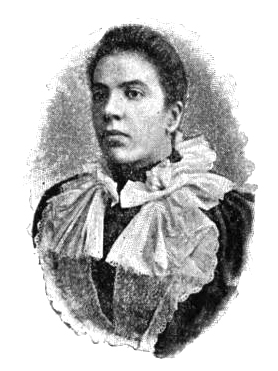
Grazia Deleddaová roku 1898

- Na planetě Venuši jí byl věnován kráter o průměru 32 km
- Její jméno nese převozní loď Deledda
- V roce 2012 jí umělkyně Maria Lai z Ulassai věnovala pomník Pocta Grazia Deledda v kostele Samoty v Nuoro
- Její jméno nese tepelná elektrárna společnosti Enel v Portoscuso v provincii Carbonia-Iglesias, a to na základě soutěže-ankety s názvem „Dejte jméno elektrárně“, která se konala pro žáky škol v Sulcis v roce 2004

- V roce 1996 věnovala obec Galtellì spisovatelce literární park a zahájila proces zvelebování míst, která Deleddu inspirovala k napsání románu Canne al vento (Rákosí ve větru) a nejméně pěti novel ... V roce 2011 byla parku udělena cena UNESCO za kulturu

- V Cervii, kde vlastnila vilu, v níž dlouhá léta pobývala, jí bylo v roce 1928 uděleno čestné občanství a v roce 1956 jí byl na promenádě, která nese její jméno, věnován bronzový pomník od sochaře Angela Bianciniho, představující sardinskou pastýřku

- Její jméno nesou střední školy v Cagliari, Janově, Terstu, Lecce a Modeně
- V roce 2007 jí sardinský zpěvák a skladatel Mariano Deidda věnoval celé album Mariano Deidda canta Grazia Deledda – Rosso Rembrandt, v němž jsou texty písní úryvky z díla Grazie Deleddy
- V roce 2018, u příležitosti výročí jejího narození, vzdala nízkonákladová letecká společnost Norwegian Air Shuttle spisovatelce hold tím, že na ocas letadla Boeing 737 vyrazila její podobiznu
- V roce 2020 byla na úpatí hory Ortobene v Nuoro umístěna socha věnovaná její osobě, kterou vytvořil místní umělec Pietro Longu. Další socha jí věnovaná byla v Nuoro slavnostně odhalena také v roce 2016 u příležitosti oslav 80. výročí spisovatelčina úmrtí a 90. výročí udělení Nobelovy ceny

## Adaptace

### Film a televize
- Cenere (1917, Popel), italský krátký němý flm, režie Febo Mari a Arturo Ambrosio, v halvní roli Eleonora Duseová
- La grazia (1929), italský němý film podle povídky 'Di Notte (V noci) z knihy Sardinské povídky, režie Aldo De Benedetti
- Le vie del peccato  (1946, Cesty hříchu), italský film podle povídky Dramma! z knihy Ztracený chlapec, režie Giorgio Pàstina.
- L'edera (1950, Břečťan), italský film,  režie Augusto Genina
- Amore rosso (1952, Žhavá láska), italský film podle románu Marianna Sirca, režie Aldo Vergano.
- Proibito (1954, Zakázáno), italský film podle románu Matka, režie Mario Monicelli.
- Canne al vento (1958, Třtina ve větru), italský televizní seriál, režie Mario Landi.
- L'edera (1974, Břečťan), italský televizní seriál, režie Giuseppe Fina.
- Il segreto dell'uomo solitario (1990, Tajemství osamělého muže), italský film, režie Ernesto Guida.
- La madre (2013, Matka), italský film, režie Angelo Maresca.

### Rozhlas
- Zavřené dveře – syrový příběh o lásce a umírání, o skrývané bolesti a naději. Český rozhlas Plzeň, 2016. Přeložil Václav Čep, připravil Dominik Mačas, četla Apolena Veldová, režie Jakub Doubrava.[1]

## Česká vydání
- Poctivé duše, Václav Kotrba, Praha 1903, přeložila Leopolda Pölzelbauerová
- Jižní láska, Josef R. Vilímek, Praha 1908, přeložil František Kroutil
- Pokušení (sardinské povídky), František Adámek, Praha 1908, přeložil Josef Helm
- Rozmary osudu, Josef R. Vilímek, Praha 1911, přeložil František Kroutil
- Sardinské povídky, Jan Otto, Praha 1912, přeložil Hanuš Hackenschmied
- Čaroděj, in: 1000 nejkrásnějších novel... č. 102, J. R. Vilímek, Praha 1916, přeložil Vlad. Rovinský
- Náš pán, Národní politika, Praha 1917, přeložil František Kroutil
- Na nové vinici [+ Prasátko. Vánoce pana rady. Střevíce. Čaroděj. V ovčíně. Pomsta. Dva zázraky. Matka boží dobré rady. Sarra], Jan Laichter, Praha 1920, přeložil Adolf Truksa[2]
- Ze sardinských hor, [Hospodyně a čeledíni. Zima. Velikonoce. Smrt žertuje, Pater Topes]  Alois Hynek, Praha 1925, přeložil František Kroutil[3]
- Cestou zla, Bohumil Janda, Praha 1926, přeložil František Kovárna
- Útěk do Egypta, Přítel knihy, Praha 1928, přeložila Otakar Hink
- Eliáš Portolu, Jan Otto, Praha 1930, přeložila Nina Tučková[4]
- Klatba, [+ Hospodyně a čeledíni. Smrt žertuje. Páter Topes. Boty. Třináct vajec. Poslední. Liška. Otevřené dveře] Nakladatelské družstvo Máje, Praha 1939, přeložila Nina Tučková[5]
- Ztracený chlapec, SNKLU, Praha 1963, vybrala Alena Hartmanová, přeložil Václav Čep
- Holubice a jestřábi, Vyšehrad, Praha 1991, přeložil Václav Bahník